# Bruno Fendrich
Bruno Johannes Fendrich (* 24. Junijul. / 7. Juli 1900greg. in Sartana (Ukraine), damals Russisches Kaiserreich; † 24. Juni 1963 in Hamburg) war ein Schwarzmeerdeutscher Architekt und Bauhistoriker.

## Leben
Bruno Fendrich wurde als Sohn des schwarzmeerdeutschen Drehermeisters der Nikopol-Mariupol-Werke Martin Fendrich und dessen Ehefrau Lydia, geb. Krönitz, in Sartana bei Mariupol im damaligen Russischen Reich geboren und besuchte die dortige deutsche Schule sowie das Gymnasium Alexandrinum Mariupol. Im Alter von 15 Jahren ging er zur kaiserlich russischen Marine. Er kam 1916 auf die Marineschule, machte 1919 das Steuermannsexamen und als Externer das Abitur. Er leistete Kriegsdienst auf einem Torpedoboot der Schwarzmeerflotte. 1919 starb sein Vater an Typhus.
Nach dem Sieg der Bolschewiki flüchtete Fendrich und kam in die Freie Stadt Danzig. Hier studierte er von 1921 bis 1925 Architektur an der Technischen Hochschule Danzig. Dabei verdiente er sich seinen Lebensunterhalt als Hafenarbeiter. 1925 schloss er das Studium mit dem akademischen Grad Dipl.-Ing. ab, 1928 wurde er wissenschaftlicher Assistent von Karl Gruber, bei dem er 1931 mit einer Dissertation über Metallene Turm- und Giebelbekrönungen zum Dr.-Ing. promoviert wurde.
Für Grubers Monografie zur Danziger Marienkirche, die 1929 erschien und als Grundlage einer geplanten Instandsetzung diente, zeichnete Fendrich die Grund- und Aufrisse. Von 1929 bis 1941 betraute ihn Gruber mit der Bauleitung der umfangreichen Instandsetzungsarbeiten der Marienkirche. In den 1930er Jahren wirkte Fendrich auch als Direktor der Kunstgewerbeschule Danzig – der späteren Meisterschule des Deutschen Handwerks. Er beschäftigte sich intensiv mit Kupfer- und Messingschmiedearbeiten, deren Technik er bei dem Danziger Kunstschlosser Walter Arendt erlernt hatte. 1936 legte er noch die Zimmerer-Meisterprüfung ab. Am 15. Mai 1942 zum Studiendirektor ernannt, war er zu diesem Zeitpunkt schon im Kriegsdienst „in den besetzten Ostgebieten“. Bei Kriegsende 1945 kam er nach Schleswig-Holstein. Kurzzeitig war er Leiter der Industrieberufsschule Kiel.
1947 berief ihn die Evangelisch-Lutherische Kirche in Lübeck zum Leiter ihrer Kirchbauhütte. Sein wichtigstes Projekt wurde die statische Sicherung und der Wiederaufbau der nach dem Luftangriff auf Lübeck am 29. März 1942 schwer zerstörten Marienkirche. Fendrich gelang es, mit improvisierten Mitteln einen Einsturz der Gewölbe des Mittelschiffs zu verhindern. Er wurde zum „Retter der Kirche“. Es war Fendrichs Idee, die herabgestürzten Glocken im Südturm als Mahnmal zu belassen und zugleich als Gedächtniskapelle für die Toten in den ehemaligen Ostgebieten einzurichten.
Die erfolgreiche Wiederherstellung der „Mutterkirche der Backsteingotik“, 1951 gefeiert im Beisein von Bundeskanzler Konrad Adenauer, wurde jedoch überschattet durch den Skandal um die Restaurierung bzw. Fälschung gotischer Fresken. Der 1948 beauftragte Restaurator Dietrich Fey hatte als seinen Assistenten Maler Lothar Malskat angestellt, dessen Arbeit bald zum größten Kunstfälscherskandal der Nachkriegszeit werden sollte. Da im Obergaden des Chorraums keine Malereien vorhanden waren, ließ Fey Malskat hier Heiligenfresken im Stil der Zeit um 1300 nach eigenem Entwurf „ergänzen“. 1951 kritisierte eine Sachverständigenkommission seine Arbeit als unsachgemäß, aber erst nach Malskats Selbstanzeige 1952 kam es zu einer gerichtlichen Klärung. Fendrich war wegen mangelnder Aufsicht mit angeklagt, wurde aber „trotz gewisser Verdachtsmomente“ freigesprochen.
Diese Auseinandersetzungen sowie Streitigkeiten mit der Kirchenleitung führten zu Fendrichs Weggang aus Lübeck. Ab 1955 lehrte er als Professor an der Hamburger Bauschule (heute Teil der HafenCity Universität Hamburg).
Sein Sohn Uli Fendrich (1932–2022) wurde ebenfalls Architekt und bildete mit Kuno Dannien die Bürogemeinschaft Dannien & Fendrich.

## Auszeichnungen
- 1938: Danziger Staatspreis

## Werke

### Schriften
- Metallene Turm- und Giebelbekrönungen. (Dissertation, Technische Hochschule Danzig, 1931) Kafemann, Danzig 1939. (= Bau- und Kunstforschung im deutschen Osten, Band 12.)

### Bauten
- 1951: Kirche St. Michael in Lübeck-Siems (mit Hugo Horn, heute entwidmet)
- 1952–1953: Messingleuchter für die St.-Markus-Kirche in Lübeck[8]
- 1958–1959: St.-Peter-Paul-Kirche in Hermannsburg (gotisierender Neubau unter Einbeziehung des gotischen Chorpolygons)

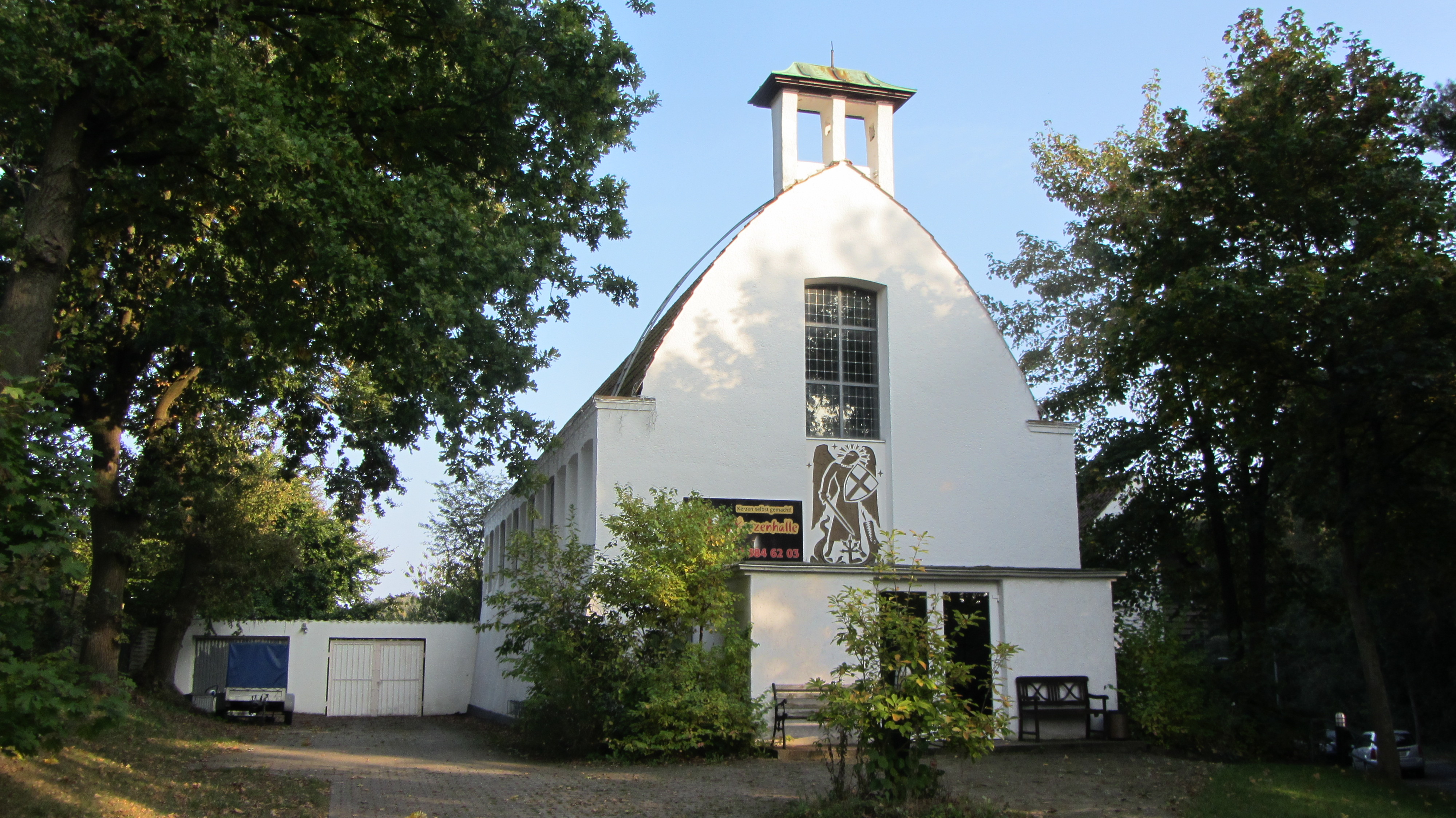
St. Michael
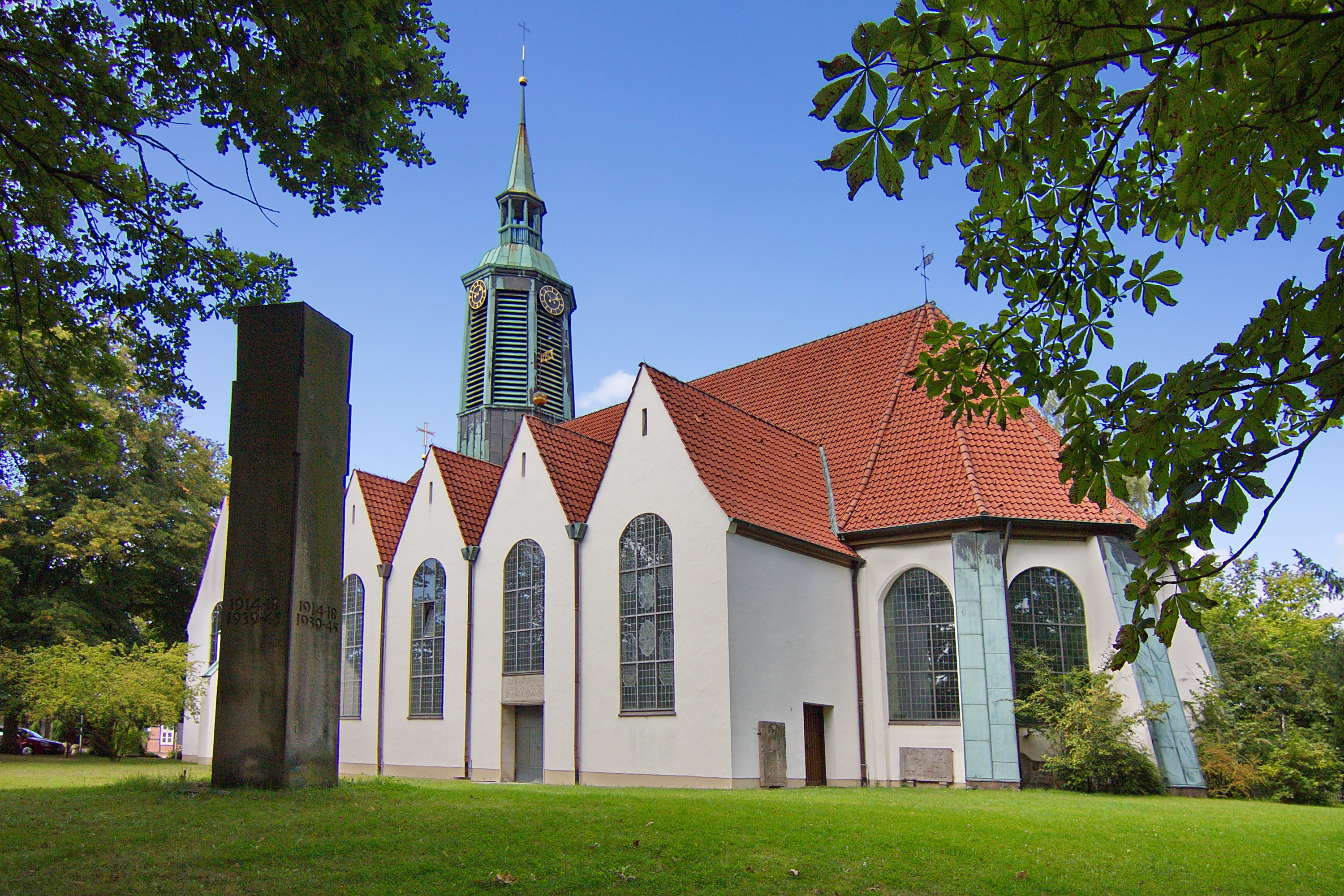
St.-Peter-Paul-Kirche